# Karin Hils
Karin Pereira de Souza (Paracambi, 7 de febrero de 1979) más conocida por el nombre artístico de Karin Hils, es una actriz, cantante y compositora brasileña. En 2002 venció en el talent show Popstars y pasó a integrar el girl group brasileño Rouge hasta 2006, cuando lanzó cuatro álbumes de estudio, Rouge (2002), C'est La Vie (2003), Blá Blá Blá (2004) y Mil y una Noches (2005), vendiendo en total 6 millones de copias y haciéndose el grupo femenino más exitoso de Brasil y uno de los veinte que más vendieron en el mundo.
Se destacó como actriz al estelar diversos musicales en el teatro, como En 2009 Hairspray, Emociones Baratas, Alô, Dolly!, Xanadu y Cambio de Hábito, además en los seriados Pie en la Cova y Sexo y las Niegas. En 2016, retorna al SBT para integrar el elenco de la telenovela Carinha de Ángel, interpretando a una divertida y confundida novicia, la Hermana Fabiana.

## Carrera

### 2002–06: Carrera con Rouge
Después de la salida de Luciana, las cuatro integrantes remanentes prosiguieron y lanzaron los álbumes Blá Blá Blá (2004) y Mil y una Noches (2005). El grupo se separó definitivamente junio de 2006, cuando el contrato con la Sony Music expiró y no fue renovado. Al largo de cuatro años, el grupo vendió cerca de 6 millones de discos, haciéndose el grupo femenino más exitoso de Brasil y uno de los veinte que más vendieron en el mundo, y recibió en total, dos discos de oro, dos de platino, uno de platino doble y uno de diamante por la ABPD.

### 2006–presente: carrera como actriz
Entre 2006 y 2008 Karin intentó presentar a algunas grabadoras un proyecto para un disco, no obteniendo éxito en conseguir un contrato. En 2008 hizo backing vocal del rapero Tulio Dek, grabando también los vocales de apoyo en su álbum Lo Que Se Lleva de la Vida y la Vida Que Se Lleva. En 2009 el productor Rick Bonadio comenzó a trabajar con ella en su primer álbum, el cual sería lanzado por Midas Music y enfocado en la R&B, trayendo aún la participación de algunos raperos. El álbum nunca se lanzó y ningún rango liberado, no dando motivos para lo acontecido. El mismo año, enfocada en la carrera de actriz, estrenó en el teatro en el musical Hairspray, pasando también en 2010 por Emociones Baratas. El mismo año se destacó como el personaje Dionne en Hair. Después de conocer a Miguel Falabella en los bastidores de los espectáculos, fue invitada por él a integrar la telenovela Aquel Beso, en 2011, y estrenando en tv. En 2012 dio vida a la Ensemble, del musical Alô, Dolly! y, luego a Thalia del clásico Xanadu. En 2013 pasó a integrar el elenco del seriado Pie en la Cova, de la Red Globo, interpretando a Soninja en las tres primeras temporadas.
En 2014 Karin dejó el elenco temporalmente para dedicarse a otro trabajo en la emisora, siendo explicado en el seriado que su personaje había entrado en una clínica estética y desaparecido misteriosamente. El proyecto en cuestión era Sexo e as Negas, inspirado en la estadounidense Sex and the City, sin embargo se ambienta en la periferia y exclusivamente con actrices negras.  En 2015, después de seis años de carrera en el teatro, finalmente recibió la oportunidad de encarnar su primer protagonista, el personaje Deloris Van Cartier, de Cambio de Hábito, interpretada en los cines por Whoopi Goldberg y en los escenarios estadounidenses por Raven-Symoné. En 2016 retorna a la quinta temporada de Pie en la Cova. Luego de firmar contrato con el SBT para integrar la telenovela Carinha de Ángel, interpretando la Hermana Fabiana.

## Teatro
| Año     | Título            | Personaje           |
| ------- | ----------------- | ------------------- |
| 2009    | Hairspray         | Dinamite 3          |
| 2010    | Emociones Baratas | Cici                |
| 2010–11 | Hair              | Dionne              |
| 2012–13 | Xanadu            | Thalia              |
| 2013    | Alô, Dolly!       | Ensemble            |
| 2015–16 | Cambio de Hábito  | Deloris Van Cartier |

## Filmografía
| Año     | Título               | Personaje                        | Nota |
| ------- | -------------------- | -------------------------------- | --- |
| 2002    | Popstars             | Participante                     | Temporada 1 |
| 2002    | Rouge: La Historia   | Presentadora                     | |
| 2003    | Romeu y Julieta      | Amiga de Julieta                 | Especial de final de año |
| 2005    | Floribella           | Ella misma                       | Episodio: "14 de julio de 2005" |
| 2007    | Baile Baile Baile    | Ella misma                       | Episodio: "12 de enero de 2008" |
| 2011    | Aquel Beso           | Bernadete de Amaral              | |
| 2013    | Fábrica de Estrellas | Ella misma                       | Episodio: "La Vuelta del Rouge" (Temporada 1, Episodio 2)Episodio: "Todo ES Rouge" (Temporada 1, Episodio 3)Episodio: "Haría Todo Otra Vez" (Temporada 1, Episodio 4) |
| 2013–16 | Pie en la Cova       | Soninja Torres Sampaio           | |
| 2014    | Sexo y las Niegas    | Zulma de Santos                  | |
| 2016–17 | Carinha de Ángel     | Hermana Fabiana Esquina Teixeira | |

| Año  | Título                                | Personaje  |
| ---- | ------------------------------------- | ---------- |
| 2003 | Xuxa Abracadabra                      | Ella misma |
| 2005 | Eliana en El Secreto de los Golfinhos | Ella misma |

## Discografía

### Simples
Como artista invitada
| Título                                                | Año  | Álbum                   |
| ----------------------------------------------------- | ---- | ----------------------- |
| "Última Misión"(Edi Rock part. Karin Hils y Nego Jam) | 2013 | Contra Nodos Nadie Será |

### Otras apariciones
| Canción                | Año  | Otro(s) artista(s)     | Álbum                 |
| ---------------------- | ---- | ---------------------- | --------------------- |
| "Crisis de Existencia" | 2005 | CPM 22                 | Felicidad Instantánea |
| "Cartas Para Usted"    | 2009 | NX Cero y Aline Wirley | Ahora                 |